# Ulrichskirche (Gmünd in Kärnten)

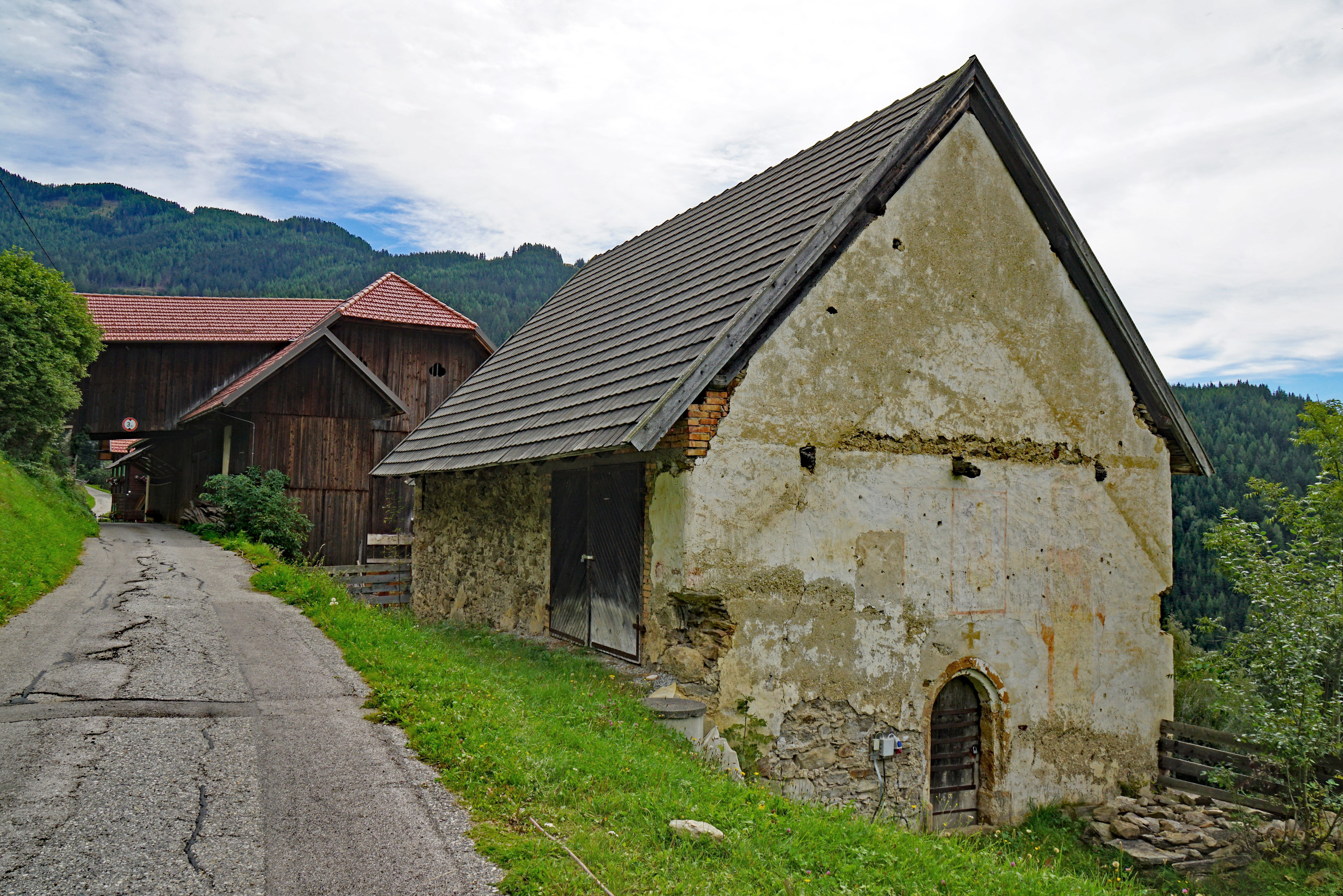
Portalseite der Ulrichskirche

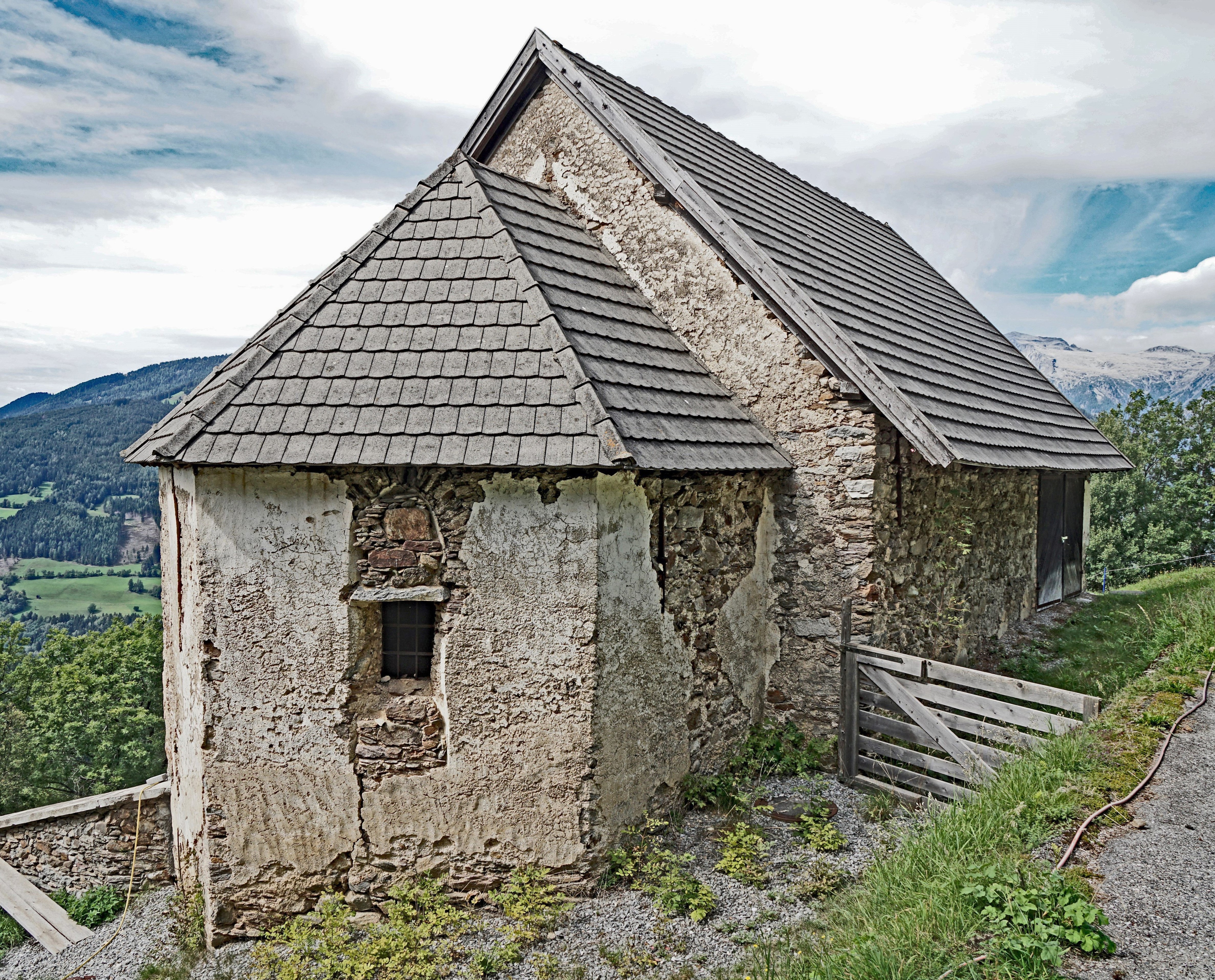
Apsis

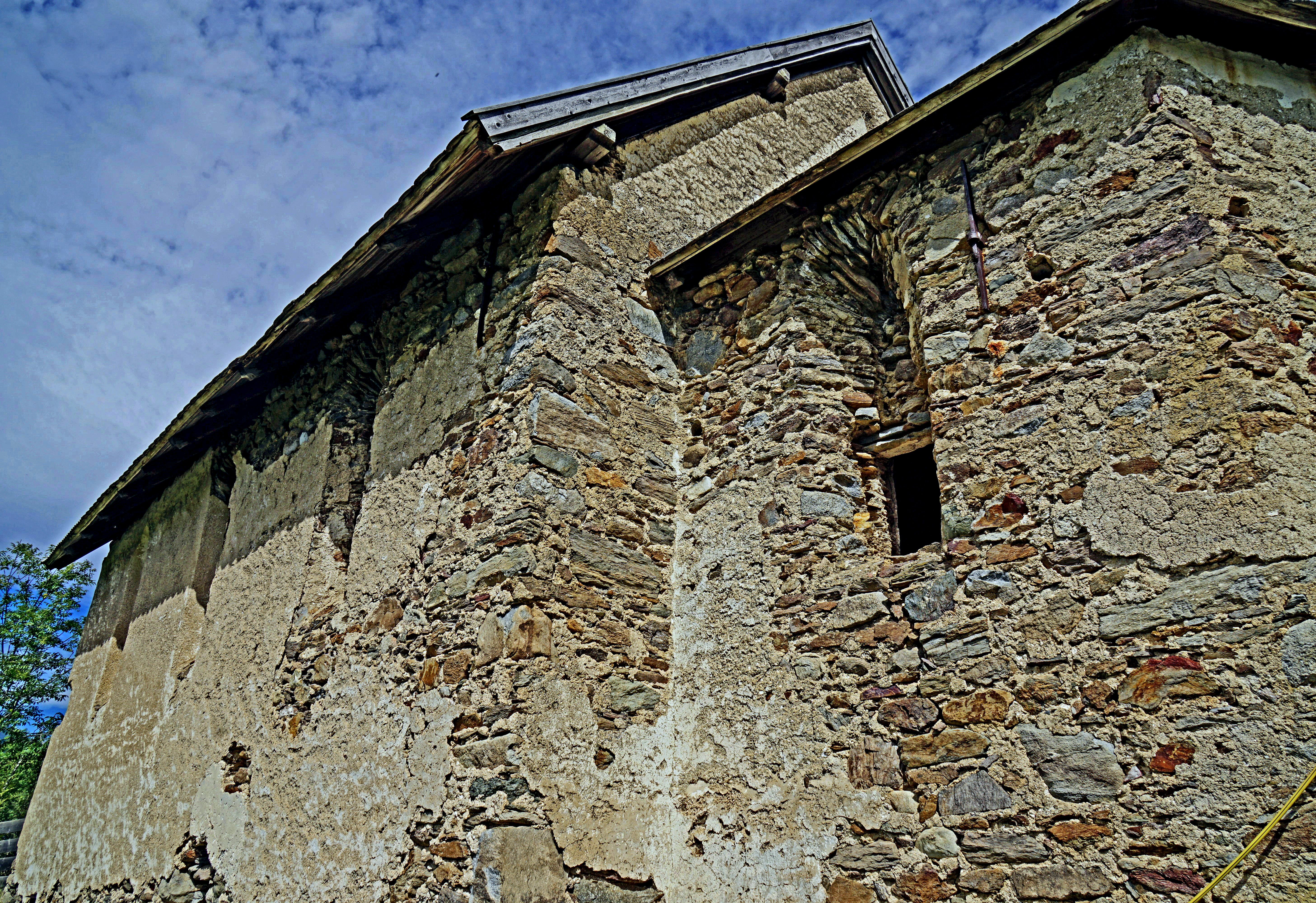
SW-Fassade

Die Ulrichskirche in der Ortschaft Platz der Gemeinde Gmünd in Kärnten ist die ehemalige römisch-katholische Filialkirche St. Ulrich. Unterhalb des Gebäudes liegt ein kleiner Friedhof. Die Ulrichskirche steht unter Denkmalschutz.

## Geschichte
Die kleine Kirche wurde in der ersten Hälfte des 14. Jahrhunderts errichtet. Dendrochronologische Untersuchungen im Bauwerk vorhandener Holzbalken ergaben die Jahre 1326 bis 1329 für die Fällung der verwendeten Bäume. Die Kirche wurde Ende des 18. Jahrhunderts entweiht. Sie kam 1809 in bäuerlichen Besitz und wurde als Wirtschaftsgebäude genutzt. Seit 2011 ist die Ulrichskirche im Besitz der Stadtgemeinde Gmünd.

## Bauwerk
Das Bauwerk ist parallel zur Hangneigung nach Südosten orientiert. An das etwa 60 m² große Langhaus schließt ein 4/6-Chor. In der talseitigen Südwest-Wand hat das Langhaus drei spitzbogige, schmale Fensteröffnungen. Das Mauerwerk ist aus Sammel- und Bruchsteinen errichtet. An den Innenwänden sind Freskenreste zu erkennen.

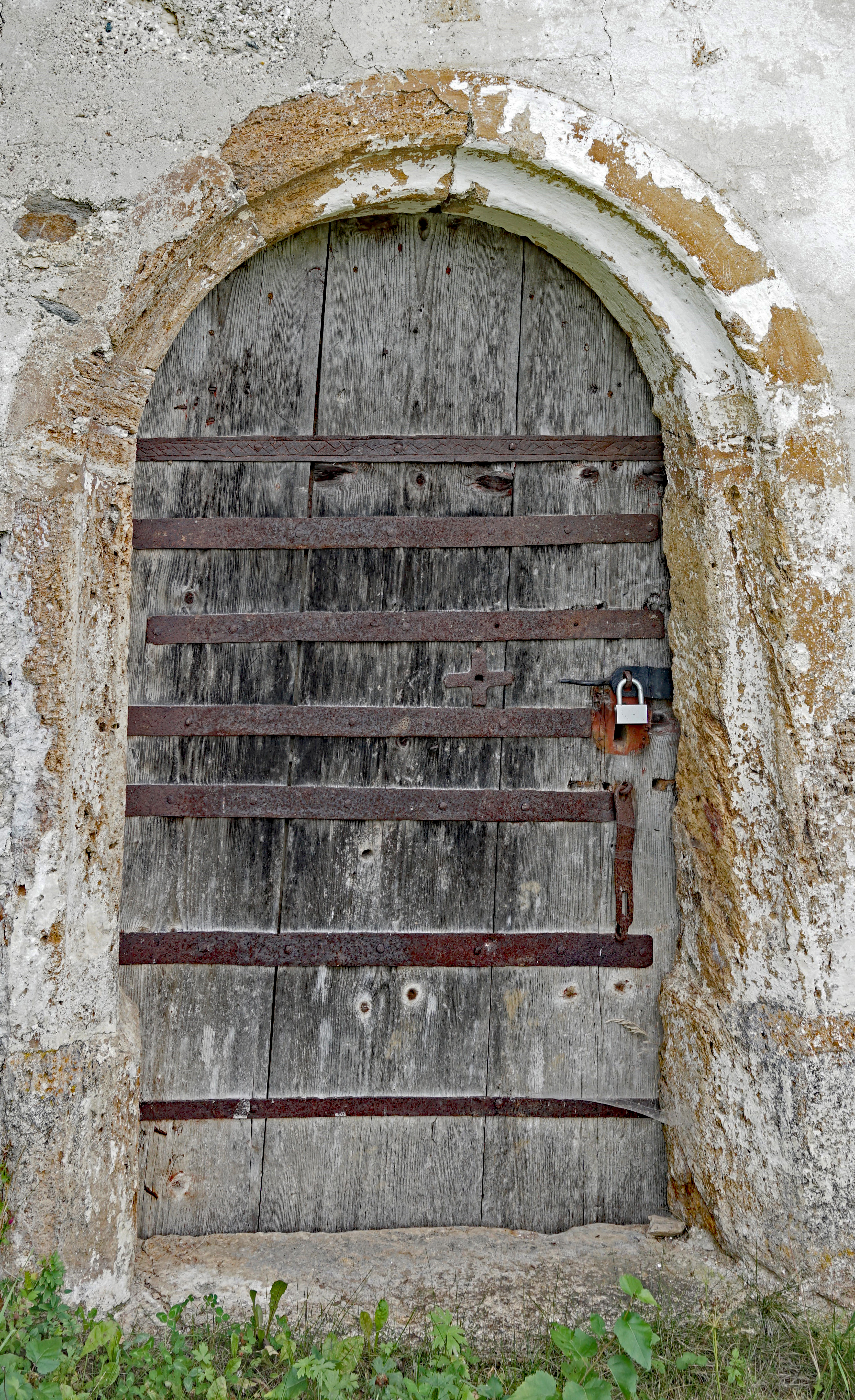
Das Portal